# Protocollo di routing
Un protocollo di routing (in italiano protocollo di instradamento), in telecomunicazioni e informatica, è un protocollo di rete relativo allo strato network che permette ai router di scambiarsi informazioni tra loro al fine di costruire delle tabelle di routing permettendo così il corretto instradamento dei pacchetti verso la giusta destinazione.
Il ricorso ai protocolli di routing per la costruzione automatica e dinamica delle tabelle di routing diventa necessario quando il numero di sottoreti interconnesse è elevato (come nel caso della rete Internet) in sostituzione alla consueta creazione statica da parte dell'amministratore di rete nelle reti locali.

## Algoritmi per il Routing Statico (non adattivi)
Protocolli di routing statico
- Algoritmo di Dijkstra
- Flooding

## Algoritmi per il Routing Dinamico (adattivi)

Classificazione dei Protocolli di routing

### Routing Gerarchico
In Internet, visto il gran numero di reti interconnesse, dal punto di vista dell'instradamento è comodo intendere la rete come un insieme di sistemi autonomi (AS) ognuno dei quali si occupa di gestire autonomamente e uniformemente il routing interno alla propria interrete con un medesimo protocollo di routing e l'interconnessione solo con gli altri AS direttamente connessi. I protocolli usati sono diversi a seconda che si tratti di router all'interno di uno stesso AS (interior gateway protocol, IGP), oppure di router che collegano tra loro più AS (EGP), Exterior Gateway Protocol.
Per quanto riguarda la prima categoria i protocolli possono essere suddivisi in due classi principali: distance vector e link state. Quelli distance vector ricevono e mandano informazioni riguardo ai collegamenti solamente ai router adiacenti mentre i link state le mandano a tutti i router del proprio sistema autonomo.

### Protocolli interni al sistema autonomo (IGP)
- Protocolli distance vector (o di Bellman-Ford)
  - RIP Routing Information Protocol
  - IGRP Interior Gateway Routing Protocol
- Protocolli link state
  - IS-IS Intermediate System to Intermediate System
  - OSPF Open Shortest Path First
- Protocolli ibridi
  - EIGRP Enhanced Interior Gateway Routing Protocol

### Protocolli esterni al sistema autonomo (EGP)
- EGP Exterior Gateway Protocol, obsoleto
- BGP Border Gateway Protocol